# Gigantodax mariobordai
Gigantodax mariobordai är en tvåvingeart som beskrevs av Peter Wolfgang Wygodzinsky och Coscaron 1989. Gigantodax mariobordai ingår i släktet Gigantodax och familjen knott.
Artens utbredningsområde är Bolivia. Inga underarter finns listade i Catalogue of Life.